# Élections municipales de 2014 en Eure-et-Loir
Les élections municipales de 2014 en Eure-et-Loir se déroulent, comme dans le reste de la France, les 23 et 30 mars 2014.
Les informations suivantes concernent les seules communes de plus de 2 000 habitants situées dans le département d'Eure-et-Loir. Pour connaître les résultats des élections municipales françaises de 2014 dans une autre commune, il convient de consulter l'article consacré à cette commune, ou bien le site du ministère de l'Intérieur.

## Maires sortants et maires élus
Le scrutin est marqué par une stabilité politique relative. La droite demeure majoritaire dans le département en conservant Chartres, Châteaudun et Dreux. La gauche est battue à Lèves tandis que l'UDI se maintient à Saint-Lubin-des-Joncherets et remporte Luisant.
| Commune                    | Population | Maire sortant       | Parti | Parti | Maire élu           | Parti | Parti |
| -------------------------- | ---------- | ------------------- | ----- | ----- | ------------------- | ----- | ----- |
| Auneau                     | 4 167      | Michel Scicluna     |       | UMP   | Michel Scicluna     |       | UMP   |
| Bonneval                   | 4 674      | Joël Billard        |       | UMP   | Joël Billard        |       | UMP   |
| Chartres                   | 39 273     | Jean-Pierre Gorges  |       | UMP   | Jean-Pierre Gorges  |       | UMP   |
| Châteaudun                 | 13 216     | Didier Huguet       |       | DVD   | Alain Venot         |       | UMP   |
| Dreux                      | 30 536     | Gérard Hamel        |       | UMP   | Gérard Hamel        |       | UMP   |
| Épernon                    | 5 455      | Françoise Ramond    |       | UMP   | Françoise Ramond    |       | UMP   |
| Le Coudray                 | 4 133      | Dominique Soulet    |       | UMP   | Dominique Soulet    |       | UMP   |
| Lèves                      | 5 675      | Nicolas André       |       | PS    | Rémi Martial        |       | UMP   |
| Lucé                       | 16 228     | Emmanuel Lecomte    |       | PRG   | Emmanuel Lecomte    |       | PRG   |
| Luisant                    | 6 795      | Wilson Valor        |       | UMP   | Bertrand Massot     |       | UDI   |
| Maintenon                  | 4 446      | Michel Bellanger    |       | UMP   | Michel Bellanger    |       | UMP   |
| Mainvilliers               | 10 194     | Jean-Jacques Châtel |       | PS    | Jean-Jacques Châtel |       | PS    |
| Nogent-le-Roi              | 4 172      | Jean-Paul Mallet    |       | DVG   | Jean-Paul Mallet    |       | DVG   |
| Nogent-le-Rotrou           | 10 800     | François Huwart     |       | PRG   | François Huwart     |       | PRG   |
| Saint-Lubin-des-Joncherets | 4 188      | Gérard Sourisseau   |       | UDI   | Gérard Sourisseau   |       | UDI   |
| Vernouillet                | 11 825     | Daniel Frard        |       | PS    | Daniel Frard        |       | PS    |

### Résultats en nombre de maires
| Partis       | Partis                               | Maires sortants | Maires élus | Évolution     |
| ------------ | ------------------------------------ | --------------- | ----------- | ------------- |
|              | Union pour un mouvement populaire    | 11              | 12          | 1             |
|              | Divers droite                        | 10              | 9           | 1             |
|              | Union des démocrates et indépendants | 5               | 6           | 1             |
| Total droite | Total droite                         | 26              | 27          | 1             |
|              | Parti socialiste                     | 3               | 2           | 1             |
|              | Parti radical de gauche              | 4               | 4           | en stagnation |
|              | Divers gauche                        | 2               | 2           | en stagnation |
| Total gauche | Total gauche                         | 9               | 8           | 1             |
| Total        | Total                                | 35              | 35          | -             |

## Résultats dans les communes de plus de2 000 habitants

### Abondant
- Maire sortant : Christian de Vimal du Bouchet
- 19 sièges à pourvoir au conseil municipal (population légale 2011 : 2 218 habitants)
- 1 sièges à pourvoir au conseil communautaire (Communauté d'Agglomération du Pays de Dreux)

| Tête de liste  | Tête de liste    | Liste          | Premier tour | Premier tour | Second tour | Second tour | Sièges | Sièges |
| Tête de liste  | Tête de liste    | Liste          | Voix         | %            | Voix        | %           | CM     | CC     |
| -------------- | ---------------- | -------------- | ------------ | ------------ | ----------- | ----------- | ------ | ------ |
|                | Virginie Quentin | SE             | 398          | 37,30        | 410         | 37,82       | 13     | 1      |
|                | Sylvia Gasselin  | SE             | 340          | 31,86        | 321         | 29,61       | 3      |        |
|                | Virginie Huilio  | DVD            | 329          | 30,83        | 353         | 32,56       | 3      |        |
|                |                  |                |              |              |             |             |        |        |
| Inscrits       | Inscrits         | Inscrits       | 1 506        | 100,00       | 1 502       | 100,00      |        |        |
| Abstentions    | Abstentions      | Abstentions    | 395          | 26,23        | 395         | 26,30       |        |        |
| Votants        | Votants          | Votants        | 1 111        | 73,77        | 1 107       | 73,70       |        |        |
| Blancs et nuls | Blancs et nuls   | Blancs et nuls | 44           | 3,96         | 23          | 2,08        |        |        |
| Exprimés       | Exprimés         | Exprimés       | 1 067        | 96,04        | 1 084       | 97,92       |        |        |

### Anet
- Maire sortant : Olivier Marleix (UMP)
- 23 sièges à pourvoir au conseil municipal (population légale 2011 : 2 657 habitants)
- 2 sièges à pourvoir au conseil communautaire (Communauté d'Agglomération du Pays de Dreux)

|                          | Olivier Marleix * | UMP            | 849   | 100,00 | 23 | 2 |  |  |
|                          |                   |                |       |        |    |   |  |  |
| Inscrits                 | Inscrits          | Inscrits       | 2 022 | 100,00 |    |   |  |  |
| Abstentions              | Abstentions       | Abstentions    | 914   | 45,20  |    |   |  |  |
| Votants                  | Votants           | Votants        | 1 108 | 54,80  |    |   |  |  |
| Blancs et nuls           | Blancs et nuls    | Blancs et nuls | 259   | 23,38  |    |   |  |  |
| Exprimés                 | Exprimés          | Exprimés       | 849   | 76,62  |    |   |  |  |
| * Liste du maire sortant |                   |                |       |        |    |   |  |  |

### Auneau
- Maire sortant : Michel Scicluna (SE)
- 27 sièges à pourvoir au conseil municipal (population légale 2011 : 4 167 habitants)
- 8 sièges à pourvoir au conseil communautaire (CC Beauce Alnéloise)

|                          | Michel Scicluna * | DVD            | 860   | 52,24  | 21 | 6 |  |  |
|                          | Dominique Letouze | DVG            | 786   | 47,75  | 6  | 2 |  |  |
|                          |                   |                |       |        |    |   |  |  |
| Inscrits                 | Inscrits          | Inscrits       | 2 518 | 100,00 |    |   |  |  |
| Abstentions              | Abstentions       | Abstentions    | 837   | 33,24  |    |   |  |  |
| Votants                  | Votants           | Votants        | 1 681 | 66,76  |    |   |  |  |
| Blancs et nuls           | Blancs et nuls    | Blancs et nuls | 35    | 2,08   |    |   |  |  |
| Exprimés                 | Exprimés          | Exprimés       | 1 646 | 97,92  |    |   |  |  |
| * Liste du maire sortant |                   |                |       |        |    |   |  |  |

### Bonneval
- Maire sortant : Joël Billard (UMP)
- 27 sièges à pourvoir au conseil municipal (population légale 2011 : 4 674 habitants)
- 6 sièges à pourvoir au conseil communautaire (CC du Bonnevalais)

|                          | Joël Billard *   | UMP-UDI        | 1 425 | 65,88  | 23 | 5 |  |  |
|                          | Corinne Riverain | DVG            | 738   | 34,11  | 4  | 1 |  |  |
|                          |                  |                |       |        |    |   |  |  |
| Inscrits                 | Inscrits         | Inscrits       | 3 242 | 100,00 |    |   |  |  |
| Abstentions              | Abstentions      | Abstentions    | 644   | 19,86  |    |   |  |  |
| Votants                  | Votants          | Votants        | 2 598 | 80,14  |    |   |  |  |
| Blancs et nuls           | Blancs et nuls   | Blancs et nuls | 435   | 16,74  |    |   |  |  |
| Exprimés                 | Exprimés         | Exprimés       | 2 163 | 83,26  |    |   |  |  |
| * Liste du maire sortant |                  |                |       |        |    |   |  |  |

### Brou
- Maire sortant : Philippe Masson (UDI)
- 23 sièges à pourvoir au conseil municipal (population légale 2011 : 3 470 habitants)
- 8 sièges à pourvoir au conseil communautaire (CC du Grand Châteaudun)

|                          | Philippe Masson * | DVD            | 1 232 | 100,00 | 23 | 8 |  |  |
|                          |                   |                |       |        |    |   |  |  |
| Inscrits                 | Inscrits          | Inscrits       | 2 519 | 100,00 |    |   |  |  |
| Abstentions              | Abstentions       | Abstentions    | 1 047 | 41,56  |    |   |  |  |
| Votants                  | Votants           | Votants        | 1 472 | 58,44  |    |   |  |  |
| Blancs et nuls           | Blancs et nuls    | Blancs et nuls | 240   | 16,30  |    |   |  |  |
| Exprimés                 | Exprimés          | Exprimés       | 1 232 | 83,70  |    |   |  |  |
| * Liste du maire sortant |                   |                |       |        |    |   |  |  |

### Champhol
- Maire sortant : Christian Gigon (PRG)
- 27 sièges à pourvoir au conseil municipal (population légale 2011 : 3 531 habitants)
- 3 sièges à pourvoir au conseil communautaire (CA Chartres Métropole)

|                          | Christian Gigon * | DVG            | 1 203 | 65,09  | 23 | 2 |  |  |
|                          | Patrice Feillu    | DVD            | 645   | 34,90  | 4  | 1 |  |  |
|                          |                   |                |       |        |    |   |  |  |
| Inscrits                 | Inscrits          | Inscrits       | 2 800 | 100,00 |    |   |  |  |
| Abstentions              | Abstentions       | Abstentions    | 874   | 31,21  |    |   |  |  |
| Votants                  | Votants           | Votants        | 1 926 | 68,79  |    |   |  |  |
| Blancs et nuls           | Blancs et nuls    | Blancs et nuls | 78    | 4,05   |    |   |  |  |
| Exprimés                 | Exprimés          | Exprimés       | 1 848 | 95,95  |    |   |  |  |
| * Liste du maire sortant |                   |                |       |        |    |   |  |  |

### Chartres
- Maire sortant : Jean-Pierre Gorges (UMP)
- 39 sièges à pourvoir au conseil municipal (population légale 2011 : 39 273 habitants)
- 23 sièges à pourvoir au conseil communautaire (CA Chartres Métropole)

|                          | Jean-Pierre Gorges *   | UMP-UDI        | 7 264  | 53,49  | 31 | 18 |  |  |
|                          | Catherine Maunoury     | PS-EELV-MODEM  | 4 274  | 31,47  | 6  | 4  |  |  |
|                          | Thibaut Briere-saunier | FN             | 1 088  | 8,01   | 1  | 1  |  |  |
|                          | Denis Barbe            | FG (PCF)       | 702    | 5,16   | 1  |    |  |  |
|                          | Vincent Chevrollier    | EXG            | 252    | 1,85   |    |    |  |  |
|                          |                        |                |        |        |    |    |  |  |
| Inscrits                 | Inscrits               | Inscrits       | 24 912 | 100,00 |    |    |  |  |
| Abstentions              | Abstentions            | Abstentions    | 10 906 | 43,78  |    |    |  |  |
| Votants                  | Votants                | Votants        | 14 006 | 56,22  |    |    |  |  |
| Blancs et nuls           | Blancs et nuls         | Blancs et nuls | 426    | 3,04   |    |    |  |  |
| Exprimés                 | Exprimés               | Exprimés       | 13 580 | 96,96  |    |    |  |  |
| * Liste du maire sortant |                        |                |        |        |    |    |  |  |

### Châteaudun
- Maire sortant : Didier Huguet (DVG)
- 33 sièges à pourvoir au conseil municipal (population légale 2011 : 13 216 habitants)
- 13 sièges à pourvoir au conseil communautaire (CC du Grand Châteaudun)

| Tête de liste            | Tête de liste    | Liste          | Premier tour | Premier tour | Second tour | Second tour | Sièges | Sièges |
| Tête de liste            | Tête de liste    | Liste          | Voix         | %            | Voix        | %           | CM     | CC     |
| ------------------------ | ---------------- | -------------- | ------------ | ------------ | ----------- | ----------- | ------ | ------ |
|                          | Alain Venot      | DVD            | 1 437        | 28,65        | 1 573       | 30,12       | 22     | 9      |
|                          | Jérôme Philippot | UMP            | 1 157        | 23,07        | 1 476       | 28,26       | 4      | 2      |
|                          | Didier Huguet *  | DVD            | 1 101        | 21,95        | 951         | 18,21       | 3      | 1      |
|                          | Fabien Verdier   | PS-EELV        | 1 084        | 21,61        | 1 222       | 23,40       | 4      | 1      |
|                          | Dominique Garcia | FG (PCF)       | 235          | 4,68         |             |             |        |        |
|                          |                  |                |              |              |             |             |        |        |
| Inscrits                 | Inscrits         | Inscrits       | 8 218        | 100,00       | 8 218       | 100,00      |        |        |
| Abstentions              | Abstentions      | Abstentions    | 3 046        | 37,06        | 2 822       | 34,34       |        |        |
| Votants                  | Votants          | Votants        | 5 172        | 62,94        | 5 396       | 65,66       |        |        |
| Blancs et nuls           | Blancs et nuls   | Blancs et nuls | 158          | 3,05         | 174         | 3,22        |        |        |
| Exprimés                 | Exprimés         | Exprimés       | 5 014        | 96,95        | 5 222       | 96,78       |        |        |
| * Liste du maire sortant |                  |                |              |              |             |             |        |        |

### Châteauneuf-en-Thymerais
- Maire sortant : Jean-Pierre Gaboriau
- 23 sièges à pourvoir au conseil municipal (population légale 2011 : 2 618 habitants)
- 2 sièges à pourvoir au conseil communautaire (Communauté d'Agglomération du Pays de Dreux)

|                          | Jean-Pierre Gaboriau * | DVD (GAEL)     | 604   | 100,00 | 23 | 2 |  |  |
|                          |                        |                |       |        |    |   |  |  |
| Inscrits                 | Inscrits               | Inscrits       | 1 625 | 100,00 |    |   |  |  |
| Abstentions              | Abstentions            | Abstentions    | 754   | 46,40  |    |   |  |  |
| Votants                  | Votants                | Votants        | 871   | 53,60  |    |   |  |  |
| Blancs et nuls           | Blancs et nuls         | Blancs et nuls | 267   | 30,65  |    |   |  |  |
| Exprimés                 | Exprimés               | Exprimés       | 604   | 69,35  |    |   |  |  |
| * Liste du maire sortant |                        |                |       |        |    |   |  |  |

### Cloyes-sur-le-Loir
- Maire sortant : Philippe Vigier (UDI)
- 23 sièges à pourvoir au conseil municipal (population légale 2011 : 2 738 habitants)
- 4 sièges à pourvoir au conseil communautaire (CC des Trois Rivières)

|                          | Philippe Vigier * | UMP-UDI        | 1 178 | 100,00 | 23 | 4 |  |  |
|                          |                   |                |       |        |    |   |  |  |
| Inscrits                 | Inscrits          | Inscrits       | 2 149 | 100,00 |    |   |  |  |
| Abstentions              | Abstentions       | Abstentions    | 725   | 33,74  |    |   |  |  |
| Votants                  | Votants           | Votants        | 1 424 | 66,26  |    |   |  |  |
| Blancs et nuls           | Blancs et nuls    | Blancs et nuls | 246   | 17,28  |    |   |  |  |
| Exprimés                 | Exprimés          | Exprimés       | 1 178 | 82,72  |    |   |  |  |
| * Liste du maire sortant |                   |                |       |        |    |   |  |  |

### Courville-sur-Eure
- Maire sortant : Bernard Gautier
- 23 sièges à pourvoir au conseil municipal (population légale 2011 : 2 815 habitants)
- 6 sièges à pourvoir au conseil communautaire (communauté de communes Entre Beauce et Perche)

|                | Hervé Buisson  | DVD            | 717   | 100,00 | 23 | 6 |  |  |
|                |                |                |       |        |    |   |  |  |
| Inscrits       | Inscrits       | Inscrits       | 1 808 | 100,00 |    |   |  |  |
| Abstentions    | Abstentions    | Abstentions    | 817   | 45,19  |    |   |  |  |
| Votants        | Votants        | Votants        | 991   | 54,81  |    |   |  |  |
| Blancs et nuls | Blancs et nuls | Blancs et nuls | 274   | 27,65  |    |   |  |  |
| Exprimés       | Exprimés       | Exprimés       | 717   | 72,35  |    |   |  |  |

### Dreux
- Maire sortant : Gérard Hamel (UMP)
- 39 sièges à pourvoir au conseil municipal (population légale 2011 : 30 536 habitants)
- 26 sièges à pourvoir au conseil communautaire (Communauté d'Agglomération du Pays de Dreux)

| Tête de liste            | Tête de liste      | Liste          | Premier tour | Premier tour | Second tour | Second tour | Sièges | Sièges |
| Tête de liste            | Tête de liste      | Liste          | Voix         | %            | Voix        | %           | CM     | CC     |
| ------------------------ | ------------------ | -------------- | ------------ | ------------ | ----------- | ----------- | ------ | ------ |
|                          | Gérard Hamel *     | UMP-UDI        | 3 584        | 42,62        | 4 079       | 48,09       | 30     | 20     |
|                          | Valentino Gambuto  | PS-PRG-EELV    | 1 750        | 20,81        | 2 006       | 23,65       | 4      | 3      |
|                          | Tayeb Touazi       | DVD            | 1 454        | 17,29        | 1 378       | 16,24       | 3      | 2      |
|                          | Thérèse Mauboussin | FN             | 1 131        | 13,44        | 1 018       | 12,00       | 2      | 1      |
|                          | Gérard Frainais    | FG (PCF)       | 292          | 3,47         |             |             |        |        |
|                          | Béatrice Jaffrenou | EXG            | 198          | 2,35         |             |             |        |        |
|                          |                    |                |              |              |             |             |        |        |
| Inscrits                 | Inscrits           | Inscrits       | 17 356       | 100,00       | 17 356      | 100,00      |        |        |
| Abstentions              | Abstentions        | Abstentions    | 8 684        | 50,03        | 8 611       | 49,61       |        |        |
| Votants                  | Votants            | Votants        | 8 672        | 49,97        | 8 745       | 50,39       |        |        |
| Blancs et nuls           | Blancs et nuls     | Blancs et nuls | 263          | 3,03         | 264         | 3,02        |        |        |
| Exprimés                 | Exprimés           | Exprimés       | 8 409        | 96,97        | 8 481       | 96,98       |        |        |
| * Liste du maire sortant |                    |                |              |              |             |             |        |        |

### Épernon
- Maire sortant : Françoise Ramond
- 29 sièges à pourvoir au conseil municipal (population légale 2011 : 5 455 habitants)
- 11 sièges à pourvoir au conseil communautaire (CC des Portes Euréliennes d'Île-de-France)

|                          | Françoise Ramond * | DVD            | 1 110 | 55,00  | 23 | 9 |  |  |
|                          | Michel Deprez      | DVG            | 908   | 44,99  | 6  | 2 |  |  |
|                          |                    |                |       |        |    |   |  |  |
| Inscrits                 | Inscrits           | Inscrits       | 3 728 | 100,00 |    |   |  |  |
| Abstentions              | Abstentions        | Abstentions    | 1 625 | 43,59  |    |   |  |  |
| Votants                  | Votants            | Votants        | 2 103 | 56,41  |    |   |  |  |
| Blancs et nuls           | Blancs et nuls     | Blancs et nuls | 85    | 4,04   |    |   |  |  |
| Exprimés                 | Exprimés           | Exprimés       | 2 018 | 95,96  |    |   |  |  |
| * Liste du maire sortant |                    |                |       |        |    |   |  |  |

### Gallardon
- Maire sortant : Yves Marie
- 27 sièges à pourvoir au conseil municipal (population légale 2011 : 3 513 habitants)
- 9 sièges à pourvoir au conseil communautaire (CC des Portes Euréliennes d'Île-de-France)

|                          | Yves Marie *   | DVD            | 836   | 100,00 | 27 | 9 |  |  |
|                          |                |                |       |        |    |   |  |  |
| Inscrits                 | Inscrits       | Inscrits       | 2 443 | 100,00 |    |   |  |  |
| Abstentions              | Abstentions    | Abstentions    | 1 332 | 54,52  |    |   |  |  |
| Votants                  | Votants        | Votants        | 1 111 | 45,48  |    |   |  |  |
| Blancs et nuls           | Blancs et nuls | Blancs et nuls | 275   | 24,75  |    |   |  |  |
| Exprimés                 | Exprimés       | Exprimés       | 836   | 75,25  |    |   |  |  |
| * Liste du maire sortant |                |                |       |        |    |   |  |  |

### Hanches
- Maire sortant : Claudette Ferey
- 23 sièges à pourvoir au conseil municipal (population légale 2011 : 2 628 habitants)
- 7 sièges à pourvoir au conseil communautaire (CC des Portes Euréliennes d'Île-de-France)

|                          | Claudette Ferey * | DVD            | 680   | 56,57  | 18 | 6 |  |  |
|                          | Emmanuel Denize   | SE             | 522   | 43,42  | 5  | 1 |  |  |
|                          |                   |                |       |        |    |   |  |  |
| Inscrits                 | Inscrits          | Inscrits       | 1 974 | 100,00 |    |   |  |  |
| Abstentions              | Abstentions       | Abstentions    | 716   | 36,27  |    |   |  |  |
| Votants                  | Votants           | Votants        | 1 258 | 63,73  |    |   |  |  |
| Blancs et nuls           | Blancs et nuls    | Blancs et nuls | 56    | 4,45   |    |   |  |  |
| Exprimés                 | Exprimés          | Exprimés       | 1 202 | 95,55  |    |   |  |  |
| * Liste du maire sortant |                   |                |       |        |    |   |  |  |

### Illiers-Combray
- Maire sortant : Jean-Claude Sédillot
- 23 sièges à pourvoir au conseil municipal (population légale 2011 : 3 404 habitants)
- 7 sièges à pourvoir au conseil communautaire (communauté de communes Entre Beauce et Perche)

|                | Bernard Puyenchet | DVD            | 799   | 58,19  | 18 | 6 |  |  |
|                | Pieter Isambert   | DVG            | 574   | 41,80  | 5  | 1 |  |  |
|                |                   |                |       |        |    |   |  |  |
| Inscrits       | Inscrits          | Inscrits       | 2 386 | 100,00 |    |   |  |  |
| Abstentions    | Abstentions       | Abstentions    | 915   | 38,35  |    |   |  |  |
| Votants        | Votants           | Votants        | 1 471 | 61,65  |    |   |  |  |
| Blancs et nuls | Blancs et nuls    | Blancs et nuls | 98    | 6,66   |    |   |  |  |
| Exprimés       | Exprimés          | Exprimés       | 1 373 | 93,34  |    |   |  |  |

### La Loupe
- Maire sortant : Éric Gérard (DVD)
- 23 sièges à pourvoir au conseil municipal (population légale 2011 : 3 499 habitants)
- 7 sièges à pourvoir au conseil communautaire (CC Terres de Perche)

|                          | Éric Gérard *   | DVD            | 779   | 54,70  | 18 | 6 |  |  |
|                          | Michel Malbet   | DVD            | 453   | 31,81  | 4  | 1 |  |  |
|                          | Philippe Richer | DVG            | 192   | 13,48  | 1  |   |  |  |
|                          |                 |                |       |        |    |   |  |  |
| Inscrits                 | Inscrits        | Inscrits       | 2 138 | 100,00 |    |   |  |  |
| Abstentions              | Abstentions     | Abstentions    | 668   | 31,24  |    |   |  |  |
| Votants                  | Votants         | Votants        | 1 470 | 68,76  |    |   |  |  |
| Blancs et nuls           | Blancs et nuls  | Blancs et nuls | 46    | 3,13   |    |   |  |  |
| Exprimés                 | Exprimés        | Exprimés       | 1 424 | 96,87  |    |   |  |  |
| * Liste du maire sortant |                 |                |       |        |    |   |  |  |

### Le Coudray
- Maire sortant : Dominique Soulet (UMP)
- 27 sièges à pourvoir au conseil municipal (population légale 2011 : 4 133 habitants)
- 3 sièges à pourvoir au conseil communautaire (CA Chartres Métropole)

|                          | Dominique Soulet * | DVD            | 1 223 | 68,63  | 23 | 3 |  |  |
|                          | Laurent Petit      | DVD            | 559   | 31,36  | 4  |   |  |  |
|                          |                    |                |       |        |    |   |  |  |
| Inscrits                 | Inscrits           | Inscrits       | 2 980 | 100,00 |    |   |  |  |
| Abstentions              | Abstentions        | Abstentions    | 1 099 | 36,88  |    |   |  |  |
| Votants                  | Votants            | Votants        | 1 881 | 63,12  |    |   |  |  |
| Blancs et nuls           | Blancs et nuls     | Blancs et nuls | 99    | 5,26   |    |   |  |  |
| Exprimés                 | Exprimés           | Exprimés       | 1 782 | 94,74  |    |   |  |  |
| * Liste du maire sortant |                    |                |       |        |    |   |  |  |

### Lèves
- Maire sortant : Nicolas André (PS)
- 29 sièges à pourvoir au conseil municipal (population légale 2011 : 5 675 habitants)
- 3 sièges à pourvoir au conseil communautaire (CA Chartres Métropole)

|                          | Rémi Martial    | UMP            | 1 418 | 57,66  | 23 | 2 |  |  |
|                          | Nicolas André * | DVG            | 1 041 | 42,33  | 6  | 1 |  |  |
|                          |                 |                |       |        |    |   |  |  |
| Inscrits                 | Inscrits        | Inscrits       | 3 836 | 100,00 |    |   |  |  |
| Abstentions              | Abstentions     | Abstentions    | 1 281 | 33,39  |    |   |  |  |
| Votants                  | Votants         | Votants        | 2 555 | 66,61  |    |   |  |  |
| Blancs et nuls           | Blancs et nuls  | Blancs et nuls | 96    | 3,76   |    |   |  |  |
| Exprimés                 | Exprimés        | Exprimés       | 2 459 | 96,24  |    |   |  |  |
| * Liste du maire sortant |                 |                |       |        |    |   |  |  |

### Lucé
- Maire sortant : Emmanuel Lecomte (PRG)
- 33 sièges à pourvoir au conseil municipal (population légale 2011 : 16 228 habitants)
- 9 sièges à pourvoir au conseil communautaire (CA Chartres Métropole)

| Tête de liste            | Tête de liste      | Liste          | Premier tour | Premier tour | Second tour | Second tour | Sièges | Sièges |
| Tête de liste            | Tête de liste      | Liste          | Voix         | %            | Voix        | %           | CM     | CC     |
| ------------------------ | ------------------ | -------------- | ------------ | ------------ | ----------- | ----------- | ------ | ------ |
|                          | Emmanuel Lecomte * | DVG            | 2 141        | 40,95        | 2 610       | 49,37       | 25     | 7      |
|                          | Stéphane Lantz     | UMP-UDI        | 1 374        | 26,28        | 1 676       | 31,70       | 5      | 1      |
|                          | Philippe Loiseau   | FN             | 989          | 18,91        | 1 000       | 18,91       | 3      | 1      |
|                          | Jacques Morland    | DVD            | 327          | 6,25         |             |             |        |        |
|                          | Philippe Clément   | FG             | 309          | 5,91         |             |             |        |        |
|                          | Nicole Mas         | EXG            | 88           | 1,68         |             |             |        |        |
|                          |                    |                |              |              |             |             |        |        |
| Inscrits                 | Inscrits           | Inscrits       | 10 475       | 100,00       | 10 475      | 100,00      |        |        |
| Abstentions              | Abstentions        | Abstentions    | 5 083        | 48,53        | 5 013       | 47,86       |        |        |
| Votants                  | Votants            | Votants        | 5 392        | 51,47        | 5 462       | 52,14       |        |        |
| Blancs et nuls           | Blancs et nuls     | Blancs et nuls | 164          | 3,04         | 176         | 3,22        |        |        |
| Exprimés                 | Exprimés           | Exprimés       | 5 228        | 96,96        | 5 286       | 96,78       |        |        |
| * Liste du maire sortant |                    |                |              |              |             |             |        |        |

### Luisant
- Maire sortant : Wilson Valor (UMP)
- 29 sièges à pourvoir au conseil municipal (population légale 2011 : 6 795 habitants)
- 4 sièges à pourvoir au conseil communautaire (CA Chartres Métropole)

| Tête de liste  | Tête de liste        | Liste          | Premier tour | Premier tour | Second tour | Second tour | Sièges | Sièges |
| Tête de liste  | Tête de liste        | Liste          | Voix         | %            | Voix        | %           | CM     | CC     |
| -------------- | -------------------- | -------------- | ------------ | ------------ | ----------- | ----------- | ------ | ------ |
|                | Alain Boiret         | DVD            | 1 154        | 36,43        | 1 300       | 39,95       | 6      | 1      |
|                | Bertrand Massot      | UDI            | 951          | 30,02        | 1 668       | 51,25       | 22     | 3      |
|                | Christian Carriere   | DVD            | 575          | 18,15        | 286         | 8,78        | 1      |        |
|                | Christine Lopez-uroz | PS             | 487          | 15,37        |             |             |        |        |
|                |                      |                |              |              |             |             |        |        |
| Inscrits       | Inscrits             | Inscrits       | 4 973        | 100,00       | 4 993       | 100,00      |        |        |
| Abstentions    | Abstentions          | Abstentions    | 1 684        | 33,86        | 1 629       | 32,63       |        |        |
| Votants        | Votants              | Votants        | 3 289        | 66,14        | 3 364       | 67,37       |        |        |
| Blancs et nuls | Blancs et nuls       | Blancs et nuls | 122          | 3,71         | 110         | 3,27        |        |        |
| Exprimés       | Exprimés             | Exprimés       | 3 167        | 96,29        | 3 254       | 96,73       |        |        |

### Maintenon
- Maire sortant : Michel Bellanger
- 27 sièges à pourvoir au conseil municipal (population légale 2011 : 4 446 habitants)
- 9 sièges à pourvoir au conseil communautaire (Communauté de communes des Terrasses et Vallées de Maintenon)

|                          | Michel Bellanger * | DVD            | 980   | 50,51  | 21 | 7 |  |  |
|                          | Jean-Michel Derocq | DVD            | 960   | 49,48  | 6  | 2 |  |  |
|                          |                    |                |       |        |    |   |  |  |
| Inscrits                 | Inscrits           | Inscrits       | 3 369 | 100,00 |    |   |  |  |
| Abstentions              | Abstentions        | Abstentions    | 1 353 | 40,16  |    |   |  |  |
| Votants                  | Votants            | Votants        | 2 016 | 59,84  |    |   |  |  |
| Blancs et nuls           | Blancs et nuls     | Blancs et nuls | 76    | 3,77   |    |   |  |  |
| Exprimés                 | Exprimés           | Exprimés       | 1 940 | 96,23  |    |   |  |  |
| * Liste du maire sortant |                    |                |       |        |    |   |  |  |

### Mainvilliers
- Maire sortant : Jean-Jacques Châtel (PS)
- 33 sièges à pourvoir au conseil municipal (population légale 2011 : 10 194 habitants)
- 7 sièges à pourvoir au conseil communautaire (CA Chartres Métropole)

| Tête de liste            | Tête de liste         | Liste          | Premier tour | Premier tour | Second tour | Second tour | Sièges | Sièges |
| Tête de liste            | Tête de liste         | Liste          | Voix         | %            | Voix        | %           | CM     | CC     |
| ------------------------ | --------------------- | -------------- | ------------ | ------------ | ----------- | ----------- | ------ | ------ |
|                          | Jean-Jacques Châtel * | PS-PCF-EELV    | 1 425        | 42,33        | 1 618       | 45,13       | 24     | 6      |
|                          | Sophie Milon-auguste  | DVD            | 1 050        | 31,19        | 1 469       | 40,97       | 7      | 1      |
|                          | Charles De Moustier   | FN             | 746          | 22,16        | 498         | 13,89       | 2      |        |
|                          | Joël Tanaff           | EXG            | 145          | 4,30         |             |             |        |        |
|                          |                       |                |              |              |             |             |        |        |
| Inscrits                 | Inscrits              | Inscrits       | 6 829        | 100,00       | 6 829       | 100,00      |        |        |
| Abstentions              | Abstentions           | Abstentions    | 3 336        | 48,85        | 3 131       | 45,85       |        |        |
| Votants                  | Votants               | Votants        | 3 493        | 51,15        | 3 698       | 54,15       |        |        |
| Blancs et nuls           | Blancs et nuls        | Blancs et nuls | 127          | 3,64         | 113         | 3,06        |        |        |
| Exprimés                 | Exprimés              | Exprimés       | 3 366        | 96,36        | 3 585       | 96,94       |        |        |
| * Liste du maire sortant |                       |                |              |              |             |             |        |        |

### Nogent-le-Roi
- Maire sortant : Jean-Paul Mallet (SE)
- 27 sièges à pourvoir au conseil municipal (population légale 2011 : 4 172 habitants)
- 5 sièges à pourvoir au conseil communautaire (CC des Portes Euréliennes d'Île-de-France)

|                          | Jean-Paul Mallet *       | SE (GAEL)      | 938   | 61,75  | 22 | 4 |  |  |
|                          | Nadinea Rybarczyk-michel | DVD            | 581   | 38,24  | 5  | 1 |  |  |
|                          |                          |                |       |        |    |   |  |  |
| Inscrits                 | Inscrits                 | Inscrits       | 2 563 | 100,00 |    |   |  |  |
| Abstentions              | Abstentions              | Abstentions    | 1 002 | 39,09  |    |   |  |  |
| Votants                  | Votants                  | Votants        | 1 561 | 60,91  |    |   |  |  |
| Blancs et nuls           | Blancs et nuls           | Blancs et nuls | 42    | 2,69   |    |   |  |  |
| Exprimés                 | Exprimés                 | Exprimés       | 1 519 | 97,31  |    |   |  |  |
| * Liste du maire sortant |                          |                |       |        |    |   |  |  |

### Nogent-le-Rotrou
- Maire sortant : François Huwart (PRG)
- 33 sièges à pourvoir au conseil municipal (population légale 2011 : 10 800 habitants)
- 19 sièges à pourvoir au conseil communautaire (CC du Perche)

|                          | François Huwart *     | PS-PCF-EELV    | 2 479 | 53,98  | 26 | 15 |  |  |
|                          | Jean Francois Nomblot | DVD            | 2 113 | 46,01  | 7  | 4  |  |  |
|                          |                       |                |       |        |    |    |  |  |
| Inscrits                 | Inscrits              | Inscrits       | 7 109 | 100,00 |    |    |  |  |
| Abstentions              | Abstentions           | Abstentions    | 2 206 | 31,03  |    |    |  |  |
| Votants                  | Votants               | Votants        | 4 903 | 68,97  |    |    |  |  |
| Blancs et nuls           | Blancs et nuls        | Blancs et nuls | 311   | 6,34   |    |    |  |  |
| Exprimés                 | Exprimés              | Exprimés       | 4 592 | 93,66  |    |    |  |  |
| * Liste du maire sortant |                       |                |       |        |    |    |  |  |

### Pierres
- Maire sortant : Daniel Morin
- 23 sièges à pourvoir au conseil municipal (population légale 2011 : 2 823 habitants)
- 6 sièges à pourvoir au conseil communautaire (CC des Portes Euréliennes d'Île-de-France)

|                          | Daniel Morin * | DVG            | 833   | 61,38  | 19 | 5 |  |  |
|                          | Yves Husson    | DVD            | 524   | 38,61  | 4  | 1 |  |  |
|                          |                |                |       |        |    |   |  |  |
| Inscrits                 | Inscrits       | Inscrits       | 2 075 | 100,00 |    |   |  |  |
| Abstentions              | Abstentions    | Abstentions    | 673   | 32,43  |    |   |  |  |
| Votants                  | Votants        | Votants        | 1 402 | 67,57  |    |   |  |  |
| Blancs et nuls           | Blancs et nuls | Blancs et nuls | 45    | 3,21   |    |   |  |  |
| Exprimés                 | Exprimés       | Exprimés       | 1 357 | 96,79  |    |   |  |  |
| * Liste du maire sortant |                |                |       |        |    |   |  |  |

### Saint-Georges-sur-Eure
- Maire sortant : Christine Goimbault
- 19 sièges à pourvoir au conseil municipal (population légale 2011 : 2 448 habitants)
- 2 sièges à pourvoir au conseil communautaire (CA Chartres Métropole)

|                          | Christine Goimbault * | DVD            | 880   | 100,00 | 19 | 2 |  |  |
|                          |                       |                |       |        |    |   |  |  |
| Inscrits                 | Inscrits              | Inscrits       | 1 925 | 100,00 |    |   |  |  |
| Abstentions              | Abstentions           | Abstentions    | 761   | 39,53  |    |   |  |  |
| Votants                  | Votants               | Votants        | 1 164 | 60,47  |    |   |  |  |
| Blancs et nuls           | Blancs et nuls        | Blancs et nuls | 284   | 24,40  |    |   |  |  |
| Exprimés                 | Exprimés              | Exprimés       | 880   | 75,60  |    |   |  |  |
| * Liste du maire sortant |                       |                |       |        |    |   |  |  |

### Saint-Lubin-des-Joncherets
- Maire sortant : Gérard Sourisseau
- 27 sièges à pourvoir au conseil municipal (population légale 2011 : 4 188 habitants)
- 3 sièges à pourvoir au conseil communautaire (Communauté d'Agglomération du Pays de Dreux)

|                          | Gérard Sourisseau * | DVD            | 1 079 | 100,00 | 27 | 3 |  |  |
|                          |                     |                |       |        |    |   |  |  |
| Inscrits                 | Inscrits            | Inscrits       | 2 689 | 100,00 |    |   |  |  |
| Abstentions              | Abstentions         | Abstentions    | 1 428 | 53,11  |    |   |  |  |
| Votants                  | Votants             | Votants        | 1 261 | 46,89  |    |   |  |  |
| Blancs et nuls           | Blancs et nuls      | Blancs et nuls | 182   | 14,43  |    |   |  |  |
| Exprimés                 | Exprimés            | Exprimés       | 1 079 | 85,57  |    |   |  |  |
| * Liste du maire sortant |                     |                |       |        |    |   |  |  |

### Saint-Prest
- Maire sortant : Jean-Marc Cavet
- 19 sièges à pourvoir au conseil municipal (population légale 2011 : 2 016 habitants)
- 2 sièges à pourvoir au conseil communautaire (CA Chartres Métropole)

|                          | Jean-Marc Cavet * | DVD            | 757   | 70,41  | 17 | 2 |  |  |
|                          | François Bredon   | DVG            | 318   | 29,58  | 2  |   |  |  |
|                          |                   |                |       |        |    |   |  |  |
| Inscrits                 | Inscrits          | Inscrits       | 1 669 | 100,00 |    |   |  |  |
| Abstentions              | Abstentions       | Abstentions    | 542   | 32,47  |    |   |  |  |
| Votants                  | Votants           | Votants        | 1 127 | 67,53  |    |   |  |  |
| Blancs et nuls           | Blancs et nuls    | Blancs et nuls | 52    | 4,61   |    |   |  |  |
| Exprimés                 | Exprimés          | Exprimés       | 1 075 | 95,39  |    |   |  |  |
| * Liste du maire sortant |                   |                |       |        |    |   |  |  |

### Saint-Rémy-sur-Avre
- Maire sortant : Patrick Riehl
- 27 sièges à pourvoir au conseil municipal (population légale 2011 : 3 749 habitants)
- 3 sièges à pourvoir au conseil communautaire (Communauté d'Agglomération du Pays de Dreux)

|                          | Patrick Riehl * | DVG            | 736   | 54,51  | 21 | 2 |  |  |
|                          | David Percheron | DVD            | 614   | 45,48  | 6  | 1 |  |  |
|                          |                 |                |       |        |    |   |  |  |
| Inscrits                 | Inscrits        | Inscrits       | 2 396 | 100,00 |    |   |  |  |
| Abstentions              | Abstentions     | Abstentions    | 986   | 41,15  |    |   |  |  |
| Votants                  | Votants         | Votants        | 1 410 | 58,85  |    |   |  |  |
| Blancs et nuls           | Blancs et nuls  | Blancs et nuls | 60    | 4,26   |    |   |  |  |
| Exprimés                 | Exprimés        | Exprimés       | 1 350 | 95,74  |    |   |  |  |
| * Liste du maire sortant |                 |                |       |        |    |   |  |  |

### Senonches
- Maire sortant : Xavier Nicolas (UMP)
- 23 sièges à pourvoir au conseil municipal (population légale 2011 : 3 141 habitants)
- 10 sièges à pourvoir au conseil communautaire (CC des Forêts du Perche)

|                          | Xavier Nicolas * | DVD            | 1 106 | 100,00 | 23 | 10 |  |  |
|                          |                  |                |       |        |    |    |  |  |
| Inscrits                 | Inscrits         | Inscrits       | 2 344 | 100,00 |    |    |  |  |
| Abstentions              | Abstentions      | Abstentions    | 1 012 | 43,17  |    |    |  |  |
| Votants                  | Votants          | Votants        | 1 332 | 56,83  |    |    |  |  |
| Blancs et nuls           | Blancs et nuls   | Blancs et nuls | 226   | 16,97  |    |    |  |  |
| Exprimés                 | Exprimés         | Exprimés       | 1 106 | 83,03  |    |    |  |  |
| * Liste du maire sortant |                  |                |       |        |    |    |  |  |

### Toury
- Maire sortant : Laurent Leclercq
- 23 sièges à pourvoir au conseil municipal (population légale 2011 : 2 642 habitants)
- 3 sièges à pourvoir au conseil communautaire (CC Cœur de Beauce)

|                          | Laurent Leclercq * | UDI            | 893   | 73,74  | 20 | 3 |  |  |
|                          | Sylvain David      | DVG            | 318   | 26,25  | 3  |   |  |  |
|                          |                    |                |       |        |    |   |  |  |
| Inscrits                 | Inscrits           | Inscrits       | 1 901 | 100,00 |    |   |  |  |
| Abstentions              | Abstentions        | Abstentions    | 613   | 32,25  |    |   |  |  |
| Votants                  | Votants            | Votants        | 1 288 | 67,75  |    |   |  |  |
| Blancs et nuls           | Blancs et nuls     | Blancs et nuls | 77    | 5,98   |    |   |  |  |
| Exprimés                 | Exprimés           | Exprimés       | 1 211 | 94,02  |    |   |  |  |
| * Liste du maire sortant |                    |                |       |        |    |   |  |  |

### Tremblay-les-Villages
- Maire sortant : Francis Cousin
- 19 sièges à pourvoir au conseil municipal (population légale 2011 : 2 258 habitants)
- 1 sièges à pourvoir au conseil communautaire (Communauté d'Agglomération du Pays de Dreux)

|                | Christelle Minard | UMP            | 833   | 100,00 | 19 | 1 |  |  |
|                |                   |                |       |        |    |   |  |  |
| Inscrits       | Inscrits          | Inscrits       | 1 619 | 100,00 |    |   |  |  |
| Abstentions    | Abstentions       | Abstentions    | 605   | 37,37  |    |   |  |  |
| Votants        | Votants           | Votants        | 1 014 | 62,63  |    |   |  |  |
| Blancs et nuls | Blancs et nuls    | Blancs et nuls | 181   | 17,85  |    |   |  |  |
| Exprimés       | Exprimés          | Exprimés       | 833   | 82,15  |    |   |  |  |

### Vernouillet
- Maire sortant : Daniel Frard (PS)
- 33 sièges à pourvoir au conseil municipal (population légale 2011 : 11 825 habitants)
- 9 sièges à pourvoir au conseil communautaire (Communauté d'Agglomération du Pays de Dreux)

|                          | Daniel Frard * | PS-PCF-EELV    | 1 763 | 56,47  | 26 | 7 |  |  |
|                          | Florence Henri | UDI            | 1 359 | 43,52  | 7  | 2 |  |  |
|                          |                |                |       |        |    |   |  |  |
| Inscrits                 | Inscrits       | Inscrits       | 7 144 | 100,00 |    |   |  |  |
| Abstentions              | Abstentions    | Abstentions    | 3 777 | 52,87  |    |   |  |  |
| Votants                  | Votants        | Votants        | 3 367 | 47,13  |    |   |  |  |
| Blancs et nuls           | Blancs et nuls | Blancs et nuls | 245   | 7,28   |    |   |  |  |
| Exprimés                 | Exprimés       | Exprimés       | 3 122 | 92,72  |    |   |  |  |
| * Liste du maire sortant |                |                |       |        |    |   |  |  |

### Voves
- Maire sortant : Marc Guerrini
- 23 sièges à pourvoir au conseil municipal (population légale 2011 : 3 019 habitants)
- 7 sièges à pourvoir au conseil communautaire (CC de la Beauce Vovéene)

|                          | Marc Guerrini * | DVD            | 975   | 100,00 | 23 | 7 |  |  |
|                          |                 |                |       |        |    |   |  |  |
| Inscrits                 | Inscrits        | Inscrits       | 2 070 | 100,00 |    |   |  |  |
| Abstentions              | Abstentions     | Abstentions    | 754   | 36,43  |    |   |  |  |
| Votants                  | Votants         | Votants        | 1 316 | 63,57  |    |   |  |  |
| Blancs et nuls           | Blancs et nuls  | Blancs et nuls | 341   | 25,91  |    |   |  |  |
| Exprimés                 | Exprimés        | Exprimés       | 975   | 74,09  |    |   |  |  |
| * Liste du maire sortant |                 |                |       |        |    |   |  |  |